# 短梗八角
短梗八角（学名：Illicium pachyphyllum）为八角茴香科八角属的植物，是中国的特有植物。分布在中国大陆的广西等地，生长于海拔400米至1,290米的地区，常生于山谷水旁以及山地林下荫处，目前尚未由人工引种栽培。

## 别名
厚叶八角（拉汉种子植物名称）